# Крайцери проект 1144
Тежки атомни ракетни крайцери проект 1144 (шифър „Орлан“, код на НАТО Kirov class) са серия съветски и руски многоцелеви атомни ракетни крайцери с управляемо ракетно въоръжение за далечната морска и океанска зони, построени от Балтийския завод в СССР в периода от 1973 до 1996 г.: „Киров“, „Адмирал Лазарев“, „Адмирал Нахимов“ и „Пётр Великий“. Главен конструктор на проекта кораби е Б. И. Купенский. Това са най-големите бойни кораби в света, които не са самолетоносачи, и най-големите плавателни съдове в руския военноморски флот. Според класификацията на НАТО проектът се обозначава като Kirov-class battlecruiser, т.е. „линеен крайцер“, поради неговите огромни размери и мощно въоръжение. По състояние към 2023 г., само един от четирите построени крайцера, ТАРКР „Пьотр Великий“, се намира в строй. ТАРКР „Адмирал Нахимов“ преминава изпитания след ремонт и модернизация.

## История на строителството и описание
Още през 1952 г. СССР започва да разработва ядрена флотилия. По това време подводниците ракетоносци все още не са съществували в достатъчно ефективен вариант, Съветският съюз решава да започне работа по нов тип линейни кораби, които са предпочитани от Сталин, въпреки че по това време те са вече се считат за остарели. Разработката на настоящия проект е възложена на колектива на Северното проектно-конструкторско бюро в Ленинград, за главен конструктор и ръководител на колектива проектанти е назначен Б. И. Купенский, до този момент главен конструктор на първите съветски газотурбинни ескадрени миноносци (големи противолодъчни кораби, на руски – БПК). От ВМФ за главен наблюдаващ проектирането и строителството на кораба от самото начало и до окончателното предаване на флота е капитан 1-ви ранг А. А. Савин.
От 1977 до 1996 г. по проекта 1144 в Балтийския завод в Ленинград са построени четири тежки атомни ракетни крайцера. Тези кораби имат на въоръжение практически всички видове бойни и технически средства, създадени за военните надводни кораби.
На 26 март 1973 г. в Балтийския завод започва строителството на първия – главен кораб на проекта 1144 – тежкия атомен ракетен крайцер (ТАРКР) „Киров“ (от 1992 г. до 2004 г. – „Адмирал Ушаков“). Спускането му на вода е на 27 декември 1977 г., а на 30 декември 1980 г. крайцерът е предаден на флота.
На 31 октомври 1984 г. влиза в строй вторият кораб на серията – ТАРКР „Фрунзе“ (от 1992 г. – „Адмирал Лазарев“).
На 30 декември 1988 г. Балтийският завод предава на флота ТАРКР „Калинин“ (от 1992 г. – „Адмирал Нахимов“).
През 1986 г. заводът започва строителството на последния кораб от серията – ТАРКР „Куйбишев“ (впоследствие преименуван на „Юрий Андропов“, а след това – „Петър Велики“). Неговото строителство завършва през 1996 г., след което крайцера излиза за ходови изпитания, които в съответствие с планираното се провеждат в суровите условия на Арктика. През април 1998 г. атомният крайцер е предаден на флота. Към момента ТАРКР „Петър Велики“ е, според оценките на военни експерти, един от най-мощните ударни кораби в света.
Общо програмата за строителството на атомни крайцери предполага строежа на 7 единици. От планираните крайцери на 30 декември 1988 г. в списъците на ВМФ е зачислен петият корпус „Дзержинский“, който след ходатайство на моряците е преименуван на „Адмирал Кузнецов“. На 9 май 1989 г. той е заложен под заводския номер 804, но на 4 октомври 1990 г. заедно с други е свален от строителство. Шестият се предполага да се нарече „Россия“ (зачислен в списъците на 30 декември 1988 г.), седмият е „Варяг“, за други кораби от проекта 1144.2 няма никакви сведения.

## Конструкция

### Конструкция на корпуса и надстройките
На кораба има около 1600 помещения, сред които 140 едно- и двуместни каюти за офицерите и мичманите, 30 кубрика за матросите и старшините (за 6 – 30 души всеки), 220 антрета, 49 коридора с обща дължина почти 20 километра, 15 къпални, две бани, една сауна с басейн 6×2,5 м, двуетажен медицински блок, където има лазарети-изолатори, аптека, рентгенов кабинет, амбулатория, зъболекарски кабинет и операционна. Енергетичната установка на крайцер от проект 1144 теоретично може да дава електричество и топлина за град с население 100 – 150 хил. души.

### Основни тактико-технические елементи
Водоизместимост
- Стандартна: 23 750 т
- Пълна: 25 860 т

Размери
- Дължина (максимална): 250,1 м
- Ширина (максимална): 28,5 м
- Газене: 10,3 м

Скорост на ход
- Пълна – 31 възела (над 55 км/ч)
- Оперативно-икономична – 18 възела (над 33 км/ч)
- Автономност на плаване: 60 денонощия

Екипаж
- 744 души (в т.ч. 101 офицера, 130 мичмана, 513 матроса), + 18 души полетен персонал.

### Енергетична установка
Атомната енергоустановка с реактори КН-3 (активна зона тип ВМ-16), макар и създадена на база ледоразбивачните реактори от типа ОК-900, има съществени разлики. Най-главната – в горивните касети (производител – машиностроителният завод в гр. Електросталь) има уран с висока степен на обогатяване (около 70%). Срокът на работа на такава зона до следващото презареждане е 10 – 11 години. Реакторите са двуконтурни, с вода под налягане, на „топли“ неутрони. Като забавител и топлоносител се използва вода с висока чистота (бидестилат), която под голямо налягане (около 200 атмосфери) циркулира през активната зона на реакторите, осигурявайки кипенето във втория контур, който и дава пара на турбините.
Особено внимание е отделено на схемата на енергетичната установка на кораба, мощността на вала на която достига 70 хиляди к.с. Комплексно-автоматизираната АЕУ е поместена в три отсека и включва два атомни реактора с обща топлинна мощност 342 MW, два турбозъбчати агрегата (разположени на носа и на кърмата от реакторния отсек) и два резервни автоматизирани котела КВГ-2, поместени в турбинните отделения. Системата за пароснабдяване позволява са се подава пара към всяка една от установките на произволен борд. Основните параметри на котелоагрегата: температура на прегрятата пара при налягане 66 кг/см² – 470 градуса, КПД на котлите до 84%, маса на сухия котел 50 тона. Паропроизводителност по 115 т/час.
Електростанцията на крайцера включва четири паротурбогенератора по 3 МВт и четири газотурбогенератора на Пролетарския завод по 1,5 МВт, поместени в четири автономни отсека. Моторесурсът на всеки от тях съставлява до 50 хиляди часа.

## Въоръжение
- Всички четири построените крайцера значително се различават един от друг по състав на спомагателното въоръжение, което се усъвършенства с времето. Във връзка с това „Киров“ е отнасян към проект 1144, а останалите три крайцера – към проект 1144.2.[7] При това и корабите от проекта 1144.2 също не са напълно идентични.
  - На първия крайцер „Киров“ за изстрелване на ПЛУР „Метель“ се използва отделна ПУ. При останалите ПЛУР „Водопад“ се изстрелват от торпедните апарати.
  - Също на „Киров“ има 2 АУ АК-100, а на трите последващи крайцера по една АК-130.
  - ЗРК за самоотбрана: на първите три крайцера – 2×2 „Оса-М“ (40 ракети), на „Петър Велики“ – 8×8 „Кинжал“ (64 ракети).
  - На „Киров“ и „Фрунзе“ носова РБУ е РБУ-6000 „Смерч-2“, на „Калинин“ и „Петър Велики“ – РБУ-12000 „Удав“.
  - На „Киров“ и „Фрунзе“ функцията на зенитна артилерия се изпълнява от 8 ЗУ АК-630, на „Калинин“ и „Петър Велики“ – 6 ЗРАК „Кортик“.

### ПКР „Гранит П-700“
П-700 „Гранит“ са противокорабни свръхзвукови крилати ракети трето поколение с понижен профил на траекторията на полета към целта. Дължина на ракетата – 10 м, диаметър – 0,85 м. При стартово тегло от 7 тона ракетата развива скорост 2,5 М и може да достави фугасната бойна част с маса 750 кг или ядрен заряд с мощност до 500 кт на разстояние 625 км. Бойната глава е моноблок с ядрено, обикновено (750 кг ВВ) снаряжение или горивно-въздушен боезаряд (обемен взрив). Системата за насочване е инерционна с радиокомандна система за коригиране на траекторията на полета и бойна глава с активна радиолокационна система за самонасочване на крайния участък от полета (при отдалеченост от целта на 37 км). Двигателна установка: кръгъл твърдогоривен ускорител и маршев турбовентилаторен двигател КР-93.
Задхоризонталното целеуказание и насочване може да се осъществява от самолет Ту-95 РЦ, вертолет Ка-25 РЦ или чрез космическата система „Легенда-М“. Ракетата е предназначена за борба с авионосни ударни групи и е способна да действа не само против съединенията на кораби от всички класове в хода на въоръжен конфликт с произволна интензивност, но и ефективно да поразява цели по брега на противника с обикновена бойна част. При необходимост корабите с комплекса „Гранит“ могат да са резерв при решаването на задачите на Морските стратегически ядрени сили.
Двадесетте ПКР „Гранит“ се намират под горната палуба, под ъгъл 60°. Пусковите установки СМ-233 са произведени от „Ленинградския металически завод“. Поради това че ракетите „Гранит“ изначално са предназначени за подводници, пред пуска пусковата установка се запълва със задбордна вода. Модификацията на ПКР „Гранит“, поставена на корабите от обновената серия на проекта – 1144(2), не се контролира след пуска. В режима на спорадичен огън една ракета, изпълняваща ролята на „наводчик“, лети по висока траектория, за да се увеличи максимално площта на прехващане на целите, в същото време другите ракети летят по ниска траектория. През време на полета ракетите си обменят информация за целите. Ако ракета – „наводчик“ е прехваната, тогава една от другите ракети автоматично поема върху себе си нейните функции. Ракетната система е устойчива по отношение към радиосмущенията на противника. От опита на бойната и оперативната подготовка на ВМФ, да се свали такава ракета е практически невъзможно. Даже и да се порази „Гранит“ с противоракета, ракетата поради своята огромна маса и скорост може да съхрани началната си скорост на полета и в резултат да долети до целта.

### ЗРК „С-300Ф“
Корабният ЗРК С-300 Форт-М използва ракетите 48Н6, които са представени през 1990 г. Максималната скорост на поразяваните цели е увеличена до 1800 м/с. Теглото на бойната глава е увеличено до 150 кг. Радиусът на поражение е увеличен до 5 – 93 км (ракетата 48Н6 има максимална далечина на поражение до 150 км, но съществуващата към 1993 г. система за управление допуска далечина само от 93 км), а диапазона на височините е от 25 м до 25 км. Новите ракети използват система за насочване чрез РЛС на ракетата и могат да прихващат балистични ракети с малък радиус на действие.
Двете корабни системи могат да използват инфрачервена система за насочване за намаляване на уязвимостта от смущения. Също ракетата може да унищожава цели зад пределите на видимост на радара, такива, като военни кораби или противокорабни ракети.
На крайцера „Петър Велики“ е поставен новият комплекс С-300ФМ „Форт-М“ с нов антенен пост. В процеса на модернизация на комплекса „Форт-М“ на „Петър Велики“ ракетите 48Н6 са заменени с по-съвременните 48Н6Е2 с максимална далечина 200 км и подобрени характеристики за поражение на балистични цели (ракетите са унифицирани със сухопътния комплекс С-300ПМУ2). Поради конструктивните особености на новия вариант боекомплектът ракети е намален с 2 до 46. Така крайцерът „Петър Велики“ е въоръжен с един комплекс С-300Ф с 48 ракети 48Н6 и един комплекс С-300ФМ с 46 ракети 48Н6Е2.

### Близка ПВО
ЗРК „Оса-М“
На първите три крайцера, близката противовъздушна отбрана се осигурява от два зенитно-ракетни комплекса Оса-М, с релсови пускови установки. Комплексът е предназначен за поражение на крилати ракети и самолети на противника близо до крайцера, и служи за самоотбрана на кораба от въздушна атака.
По основни компоненти, комплексът е напълно стандартизиран с армейския ЗРК „Оса“. Той използва твърдогоривните ракети 9М33 с радиокомандно насочване, пускани от двурелсова пускова установка. Комплексът осигурява поражение на целите в радиус до 15 километра; диапазонът на височините варира от 25 (60 при старите модели) и до 5000 метра.
Недостатъци на комплекса са ниската скорострелност (до 2 изстрела в минута), следствие от използването на релсовата пускова установка, неспособност да действа срещу летящи на височина 5 – 10 метра дозвукови противокорабни ракети, голямото време за реакция, малката огнева производителност. На крайцера от проекта 1144.2 „Петър Велики“ комплексът „Оса-М“ е сменен с по-съвършения ЗРК „Кинжал“.
ЗРК „Кинжал“
На ракетния крайцер „Петър Велики“ близката противовъздушна отбрана при проектирането е усилена чрез замяната на остарелите ЗРК „Оса-М“ със съвременния ЗРК „Кинжал“ („Клинок“, с кодово обозначение на НАТО – „SA-N-9“) – зенитно-ракетен комплекс, главната задача на който е да поразява промъкналите се през първата линия на защита на кораба цели на разстояние от 1,5 – 12 км. Ракетите на този ЗРК – 9М 330 – са едностепенни, твърдогоривни, телеуправляеми, унифицирани с ракетата за сухопътните войски „Тор-М1“ (кодово наименование на НАТО „SA-15“).
Стартът на ракетата е вертикален, под действие на катапулт, т.е. с неработещ двигател. Презареждането е автоматично, с интервал на пуска 3 секунди. На борда на крайцера има 8 осемзарядни пускови установки, с общ боекомплект 64 ракети.
Далечината на откриване на високолетяща цел в автоматически режим е 45 км, броят на едновременно обстрелваните цели е 4, времето за реакция е 8 секунди.
Дължината на ракетата е 2280 мм, масата – 165 кг. Скорост на полета – 910 м/сек. Ракетата има осколочно-фугасна бойна част с маса 15 кг, импулсен радиовзривател.
Радиусът на действие на комплекса е 1,5 – 12 км, височината на полет на целта – 10 – 6000 м, скорост на целта – до 700 м/с. Това позволява на комплекса ефективно да поразява както нисколетящите дозвукови ракети, така и свръхзвуковите.

### Автоматична малокалибрена артилерия
АУ АК-630
ЗРАК „Кортик“
На крайцера „Петър Велики“ е поставено по-съвременно въоръжение във вид на зенитния ракетно-артилерийски комплекс (ЗРАК) „Кортик“ („Каштан“, кодово обозначение на НАТО – „CADS-N-1“) ЗРАК „Кортик“ с радиолокационния и телевизионно-оптическият му режим осигурява пълна автоматизация на бойното управление от откриването на целта до нейното унищожаване. Установката има по два 30-мм шестстволни автомата АО-18 със сумарна скорострелност 10 хиляди изстрела в минута и два блока по 4 двустепенни ракети 9М311 (SA-N-11) с осколочно-пръчковидна бойна част и неконтактен взривател.
В подкуполното отделение има 32 ракети. Ракетата, намираща се в транспортно-пусков контейнер, е способна да поразява противокорабни ракети, управляеми бомби, малоразмерни самолети, вертолети. Ракетите са унифицирани с ракетата на комплекса 2С6 „Тунгуска“. Системата за управление на ЗРАК „Каштан“ се състои от радиолокационна и телевизионна системи, свързани помежду си с използване на елементи на изкуствен интелект. Целият процес – от търсенето на целите и до тяхното унищожаване е напълно автоматизиран.
Далечината на действие на ракетното въоръжение е 1,5 – 8 км, стрелбата на артилерийската част – 1500 – 50 м. Височината на поразяваните цели е 5 – 4000 м. Две установки ЗРАК „Кортик“ са разположени в носовата част на кораба от двете страни на ПКР „Гранит“, а четирите други – на кърмовата надстройка. Всичко на кораба има 6 такива ЗРАК.

### „АК-130“
АК-130 е универсален артилерийски комплекс. Скорострелност от 20 до 86 изстрела в минута. Неговата сдвоена 130-мм арт-установка (АУ) позволява също да се обстрелват морски и брегови цели, поддръжка с огън на десанти. Боекомплектът има унитарни изстрели от няколко типа, например осколочно-фугасни с ударни, дистанционни и радиовзриватели. Дължината на стволовете е 70 калибра. Далечината на полет на снаряда – 25 км, начална скорост на снаряда – 850 м/с. Масата на осколочно-фугасния снаряд е 27 кг. Ъгли на вертикално насочване: −10…+85°, ъгъл на хоризонтално насочване: +180°. Далечина на съпровождение на целите – 40 км. За стрелба е готов целият наличен боезапас. Системата за управление на стрелбата, МР-184 (разработка на КБ „Аметист“), позволява да се провежда едновременно съпровождение и обстрел на две цели.

### РПК-6М „Водопад“
РПК-6М „Водопад“ е противолодъчен ракетно-торпеден комплекс. Неговите ракето-торпеда са способни да поразяват подводните лодки на противника на далечини до 60 км. Като бойна глава се използва малогабаритното торпедо УМГТ-1 (скорост на движение – 41 възела, далечина на хода – 8 км, дълбочина – до 500 м). Ракетата се гмурка във водата, излита във въздуха и доставя торпедото в района на целта, след което бойната глава УМГТ-1, отново се оказва във водата.

### РКПТЗ-1 „Удав-1М“
РКПТЗ-1 „Удав-1М“ е противоторпеден ракетен комплекс. 10 насочващи тръби, автоматично конвейерно презареждане, време за реакция – 15 с, далечина максимална – 3000 м, минимална – 100 м, тегло на ракетата – 233 кг.

### РБУ-1000 „Смерч-3“
„Смерч-3“ – далечина – 1000 м, маса на снаряда – 196 кг. Поставен е в кърмовата част на горната палуба по двата борда.

### Допълнително въоръжение
Военноморските средства за противодействие включват и две 150 мм установки за пускане на противоторпедни примамки, противоелектронни капани, лъжливи цели и теглена (зад кораба) система от тип „лъжливо торпедо-цел“, която се състои от мощен шумогенератор. Крайцерът има и три навигационни станции, четири радиоелектронни системи за управление на оръжията, сведства за управление на полетите на хеликоптерите си и система за разпознаване тип „Свой-Чужд“ (р.е. „свой-чужой“).
На борда на всеки от крайцерите от проект 1144 се базират два тежки многоцелеви хеликоптера Ка-27. Te се използват за борба с подводници и в като ретранскатори, коригиращи полета на крилатите ракети „П-700 „Гранит““. Екипаж на хеликоптера – 3 души (пилот, щурман и оператор на хидроакустическата станция). Максимална маса на излитане – 11 т, продължителност на полета – 4,5 часа, таван на полета – 4300 м, максимална скорост – 270 км/ч, обхват – 800 км. Хеликоптерите могат да се въоръжават с противоподводни ракети АПР-2Е (диаметър – 350 мм, дължина – 370 см) с двигатели с трърдо гориво, с помощта на които ракетата може да развие 115 км/ч под вода. Маса на ракетата – 575 кг. Част от въоръжението на хеликоптерите са и управляемите дълбочинни бомби с маса 94 кг и скорост на движение 55 км/ч. Тези бомби се насочват с помощта на активна хидроакустическа система. Радиоелектронния комплекс на борда на всеки от хеликоптерите осигурява възможности за полет над морето в каквито и да е метереологически условия, търсене и следене на подводници (отдалечени на до 200 км, от кораба), авто-пилот който осигурява позициониране на хеликоптера до точката на изстрелване на въоръжението му, връщане до кораба и кацане в автоматичен режим.
Хидроакустическата система включва хидролокатор с антена в корпуса на кораба (в бълбов обтекател), която се използва за търсене и откриване на подводници. Тази антена работи в диапазона на ниските и средни честоти. Освен нея, корабът разполага и с потопяема антена, която тегли зад себе си. Тази част от хидроакустическата система работи само на средни честоти, а дълбочината на потапяне може да се регулира (от 150 м до 200 м).

## Представители на проекта
| Име                                       | б/н | Корабостроителница | Зав. № | Заложен на | Спуснат на вода | В строй от | Флот | Състояние                                                                   | Заб.                                                                                     |
| ----------------------------------------- | --- | ------------------ | ------ | ---------- | --------------- | ---------- | ---- | --------------------------------------------------------------------------- | ---------------------------------------------------------------------------------------- |
| „Киров“                                   | 090 | Балтийски завод    | 800    | 26.03.1974 | 27.12.1977      | 30.12.1980 | ЧСФ  | От 1991 г. не излиза в морето. Отписан. В утилизация от 2019 г.             | От 1992 до 2002 г. – „Адмирал Ушаков“.                                                   |
| „Адмирал Лазарев“                         | 015 | Балтийски завод    | 801    | 26.07.1978 | 26.05.1981      | 31.10.1984 | ТОФ  | От средата на 9о-те г. не излиза в морето. Отписан. В утилизация от 2021 г. | До 27.05.1992 – „Фрунзе“.                                                                |
| „Адмирал Нахимов“                         | 080 | Балтийски завод    | 802    | 17.05.1983 | 25.04.1986      | 30.12.1988 | ЧСФ  | Преминава изпитания след ремонт и модернизация                              | До 27.05.1992 – „Калинин“. Връщането в състава на флота е планирано за 2022 г.           |
| „Петър Велики“                            | 099 | Балтийски завод    | 803    | 25.10.1986 | 29.04.1989      | 19.04.1998 | ЧСФ  | В строй                                                                     | Заложен като „Куйбишев“. Възможно ще влезе за ремонт и модернизация или ще бъде отписан. |
| „Адмирал Флота Советского Союза Кузнецов“ |     | Балтийски завод    | 804    |            |                 |            |      | Недостроен                                                                  | Строителството е отменено на 04.10.1990 г.                                               |
| „Россия“                                  |     | Балтийски завод    |        |            |                 |            |      |                                                                             | Не е залаган                                                                             |
| „Варяг“                                   |     | Балтийски завод    |        |            |                 |            |      |                                                                             | Не е залаган                                                                             |

Цветовете в таблицата:

Бял – недостроен или утилизиран неспуснат на вода

 Зелен  – действащ в състава на ВМФ на Русия

 Син – намира се в ремонт или в модернизация

 Сив – изваден от щата, намира се в консервация, съхранение или на стоянка

 Червен  – отписан, утилизиран или изгубен

## Съвременен статус
По думите на заместника на министъра на отбраната на РФ Владимир Поповкин, Министерството на отбраната на РФ е разработило програма за възстановяване на тежките атомни ракетни крайцери. Към септември 2009 г. в бойния състав на ВМФ на РФ има един атомен ракетен крайцер „Петър Велики“, обсъждани са възможностите за възстановяване и модернизация на атомния крайцер „Адмирал Нахимов“, а също и на „Адмирал Лазарев“. „Ние имаме няколко такива кораба, останали от съветския флот. Ние разработихме програма за тяхното възстановяване“, – казва Поповкин. Според неговите думи, Министерството на отбраната на РФ счита за целесъобразно наличието в състава на ВМФ на до три такива кораба при това, един от тях ще бъде на служба в Тихоокеанския флот и два – в Северния. Необходимостта да се използват тежките атомни ракетни крайцери е продиктувана от задачите за далечните походи и учения, пояснява заместник министъра.
Според съобщение на високопоставен представител на Главния щаб на ВМФ: „Всички намиращи се в резерва атомни ракетни крайцери от проекта 1144 ще бъдат върнати до 2020 г. в бойния състав на военноморския флот на РФ“. Работите ще се водят през близките пет години. След това „Адмирал Нахимов“ ще влезе в Северния флот.
В хода на водещия се ремонт на тежкия атомен ракетен крайцер „Адмирал Нахимов“ вместо по-рано поставените ПКР П-700 „Гранит“ ще има вече ПКР П-800 „Оникс“. Спуска му на вода е планиран за 2018 г. Аналогична модернизация предстои също и на крайцера „Петър Велики“.

### Бъдещето по думите на военните
Тежкият атомен ракетен крайцер „Петър Велики“ ще премине ремонта и дълбока модернизация след завършването на работите над еднотипния „Адмирал Нахимов“. През април 2023 г. се появява информация, че във връзка с високата стойност на модернизацията, „Петър Велики“ може да бъде изваден от състава на флота, а неговото име да бъде присвоено на РПКСН от проекта 955А.
Двата кораба ще останат на Север и ще влязат в състава на Обединеното стратегическо командване в Арктика. На двата крайцера ще се смени оръжието, радиотехническото и радиоелектронното оборудване, системите за животообезпечение, вътрешните конструкции, тръбопроводите и арматурата. Ядрените реактори на корабите няма да се сменяват, обаче системите, осигуряващи постоянната им работа, задължително ще бъдат заменени.
Крайцерите на проекта 1144 „Орлан“ в хода на модернизациите ще получат на въоръжение ударните ракетни комплекси „Оникс“ „Циркон“ и „Калибър“ (последният включва крилати ракети за високоточни удари по наземни цели), а също новия зенитен ракетен комплекс „Полимент-Редут“.
Съдбата на третия крайцер на проекта 1144 („Адмирал Лазарев“), по думите на събеседника на агентството, все още е неизвестна. „Решението за това, ще се модернизира ли или ще отиде за утилизация, както и за главния кораб на серията – „Адмирал Ушаков“, все още не е прието“, – заявява той, отбелязвайки, че ако все пак се реши да бъде съхранен, то след модернизацията „Адмирал Лазарев“ ще служи в Тихоокеанския флот.
Крайцерът „Адмирал Нахимов“ от 1999 г. се намира на стоянка (официално – „в ремонт“). Работите по крайцера започват едва през есента на 2014 г. Корабът трябва да бъде ремонтиран и модернизиран в северодвинския „Севмаш“ в периода 2015 – 2022 г.
Главният кораб на серията („Адмирал Ушаков“, до 1992 г. – „Киров“), намиращ се на стоянка от 1991 г. във връзка със сериозни проблеми в силовата установка, през 2016 г. е изпратен за утилизация.

## Оценка на проекта
Крайцерите от проекта 1144 са първите и последни атомни надводни ракетоносци на ВМФ на СССР, първите кораби с голяма водоизместимост, построени след дълго прекъсване, и най-големите военни неавионосещи кораби, построени в света след Втората световна война. Но при несъмнените им достойнства – мощното настъпателно въоръжение, високата автономност и за първи път използваните в съветската практика ЗРК с корабно базиране с голям радиус на действие, корабът е трудно да се оцени като напълно удачен.
Размерите и стойността на ракетния крайцер от проекта 1144 са много големи, ударните му функции отстъпват на по-евтините подводни ракетоносци от проекта 949 и 949А. Основната функция на кораба – нанасяне на ракетни удари по АУГ на ВМС на САЩ е изпълнима фактически само при съгласувано внезапно нападение (например в комбинация с удар на подводници по същата Авионосна ударна група). Като оръжие на възможния ответен удар корабът съществено отстъпва на ПЛАРК от проект 949 и 949А поради по-голямата си забележимост за противника и по-голямата си уязвимост.
Слабото място на базовия проект е уязвимостта за нисколетящите дозвукови противокорабни ракети. Близката противовъздушна отбрана на първите три крайцера е представена само от ЗРК „Оса-М“, имаща ниска огнева производителност, сравнително голямо време за реакция и не способна да действа по цели летящи на 25 – 60 метра. Частично това е компенсирано от значителната батарея АУ АК-630, ефективността на които, обаче, също не се счита за достатъча.
Неясното определяне на ролята на кораба при проектирането му принуждава конструкторите да го снабдят с множество разнообразни видове въоръжение, което прави корабите многоцелеви, но усложнява обслужването им и създава проблеми с определянето на тактико-техническата ниша на кораба.

## Употреба
- Русия – 1

В края на 2008 Петър Велики участва в мащабно съвместно учение с Военноморския флот на Венецуела.

## Крайцерите във филми/компютърни игри
- В сериала Последният кораб (The Last Ship)
- Във филма 72 метра ТАРКР „Петър Велики“ участа в учения на СФ. По него води огън ДЕПЛ „Славянка“ от пр. 636 „Варшавянка“. Възможно снаряд на „Петър Велики“ и „събужда“ старата мина, която унищожава подводницата
- В компютърната игра Naval War: Arctic Circle
- В компютърната игра Dangerous Waters
- В компютърната игра Ace Combat: Assault Horizon
- Във филма 22 Минути
- В мобилната игра Modern Warships (ТАРК „Петър Велики“ и ТАРК „Адмирал Нахимов“. През септември 2024 г. е добавен ТАРК „Киров“))